# ヴェリントン・シウヴァ・サンシェス・アギアル
ウェリントン・ネン（Wellington Nem）ことウェリントン・シウヴァ・サンシェス・アギアル（Wellington Silva Sanches Aguiar, 1992年2月6日 - ）は、ブラジル・リオデジャネイロ出身の元同国代表サッカー選手。ポジションはミッドフィールダー。

## 経歴
2005年にフルミネンセFCのユースでキャリアをスタートさせ、2011年にトップチームに昇格した。
2013年6月6日、ウクライナのFCシャフタール・ドネツクと5年契約を結んだ。移籍金は800万ユーロ（約9億5000万円）前後と見られている。7月21日、FCセヴァストポリ戦で初得点を記録した。
2016年11月9日、翌年から1年間のローンでサンパウロFCに加入することが発表された。
2019年7月19日より、フルミネンセFCへ期限付き移籍。

## 代表歴
ブラジル代表としてU-17代表でプレーし、2012年にデンマーク戦でA代表デビューした。

## タイトル
フルミネンセ
- カンピオナート・カリオカ : 2012
- カンピオナート・ブラジレイロ・セリエA : 2012

シャフタール
- ウクライナ・プレミアリーグ : 2013-14, 2018-19
- ウクライナ・カップ : 2015-16, 2017-18, 2018-19
- ウクライナ・スーパーカップ : 2013, 2014, 2015, 2016